# Eumannia oranaria
Eumannia oranaria es una especie de polilla de la familia Geometridae. La especie fue descrita por primera vez por Otto Staudinger. Se encuentra en Argelia.
Es una polilla pequeña con una envergadura de unos 17 a 22 mm. Las hembras son de mayor tamaño que los machos. El ala anterior es ancha y redondeada en el ápice con el color de fondo del ala gris pálido a marrón.
Cuenta con dos subespecies: E. o. castiliaria y E. o. cebennaria. E. o. castiliaria se ha descrito en la península ibérica, una subespecie más pequeña que la nominal con el color de fondo muy variable, de blanquecino o grisáceo a marrón. En la zona terminal de las alas anteriores tiene una fascia oscura.